# Jim Moore
Jim Moore (* 6. April 1940 in Walkden, Salford; † 2. Juni 2021 in Vancouver) war ein britischer Radrennfahrer. 

## Sportliche Laufbahn
Als Amateur startete er für den Verein Glasgow Ivy CC, später für den Mercury Road Club. 
Moore wurde 1967 Dritter der nationalen Meisterschaft in der Einerverfolgung hinter dem Sieger Hugh Porter. 1972 siegte er im Eintagesrennen Tom Simpson Memorial vor Mick Holmes. 1961 wurde Moore Unabhängiger und startete überwiegend in Frankreich, wo er in Saint-Brieuc lebte. In Großbritannien gewann er eine Reihe nationaler Straßenradrennen.
In den Monaten nach der Radsaison arbeitete er beim Flugzeughersteller De Havilland als Ingenieur. Für das britische Nationalteam fuhr er die Tour de l’Avenir 1964.
Von 1964 bis 1974 war er als Berufsfahrer aktiv und fuhr für die damals bekanntesten britischen Radsportteams Falcon und Bantel. Mehrfach fuhr er das Sechstagerennen von London. 
1984 wanderte er nach Kanada aus und startete dort wieder als Amateur.